# Bermuda a 2008. évi nyári olimpiai játékokon
Bermuda a kínai Pekingben megrendezett 2008. évi nyári olimpiai játékok egyik részt vevő nemzete volt. Az országot az olimpián 4 sportágban 6 sportoló képviselte, akik érmet nem szereztek.

## Atlétika
Férfi
| Versenyző    | Versenyszám | Selejtező | Selejtező | Döntő    | Döntő    |
| Versenyző    | Versenyszám | Eredmény  | Helyezés  | Eredmény | Helyezés |
| ------------ | ----------- | --------- | --------- | -------- | -------- |
| Tyrone Smith | Távolugrás  | 791 cm    | 15.       | kiesett  | kiesett  |

Női
| Versenyző    | Versenyszám | Selejtező | Selejtező | Döntő    | Döntő    |
| Versenyző    | Versenyszám | Eredmény  | Helyezés  | Eredmény | Helyezés |
| ------------ | ----------- | --------- | --------- | -------- | -------- |
| Arantxa King | Távolugrás  | 601 cm    | 36.       | kiesett  | kiesett  |

## Lovaglás
Díjugratás
| Versenyző        | Ló        | Versenyszám | Selejtező | Selejtező | Selejtező     | Selejtező     | Selejtező     | Selejtező | Selejtező | Selejtező | Döntő   | Döntő   | Döntő   | Döntő   | Végeredmény | Végeredmény |
| Versenyző        | Ló        | Versenyszám | 1. kör    | 1. kör    | 2. kör        | 2. kör        | 2. kör        | 3. kör    | 3. kör    | 3. kör    | 1. kör  | 1. kör  | 2. kör  | 2. kör  | Végeredmény | Végeredmény |
| Versenyző        | Ló        | Versenyszám | Bünt.     | Hely.     | Bünt.         | Össz.         | Hely.         | Bünt.     | Össz.     | Hely.     | Bünt.   | Hely.   | Bünt.   | Hely.   | Bünt.       | Helyezés    |
| ---------------- | --------- | ----------- | --------- | --------- | ------------- | ------------- | ------------- | --------- | --------- | --------- | ------- | ------- | ------- | ------- | ----------- | ----------- |
| Jillian Terciera | Chaka III | Egyéni      | 5         | 35.       | nem ért célba | nem ért célba | nem ért célba | kiesett   | kiesett   | kiesett   | kiesett | kiesett | kiesett | kiesett | kiesett     | kiesett     |

## Triatlon
| Versenyző   | Versenyszám | 1,5 km úszás | 1,5 km úszás | 40 km kerékpározás | 40 km kerékpározás | 10 km futás      | 10 km futás      | Összesítés    | Összesítés    |
| Versenyző   | Versenyszám | Idő          | Hely.        | Idő                | Hely.              | Idő              | Hely.            | Idő           | Helyezés      |
| ----------- | ----------- | ------------ | ------------ | ------------------ | ------------------ | ---------------- | ---------------- | ------------- | ------------- |
| Flora Duffy | Női         | 20:26        | 41.          | nem teljesítette   | nem teljesítette   | nem teljesítette | nem teljesítette | nem ért célba | nem ért célba |

## Úszás
Férfi
| Versenyző       | Versenyszám | Előfutam | Előfutam | Előfutam | Elődöntő | Elődöntő | Elődöntő | Döntő   | Döntő    |
| Versenyző       | Versenyszám | Idő      | Hely.    | Össz.    | Idő      | Hely.    | Össz.    | Idő     | Helyezés |
| --------------- | ----------- | -------- | -------- | -------- | -------- | -------- | -------- | ------- | -------- |
| Roy-Allan Burch | 100 m gyors | 52,65    | 5.       | 60.      | kiesett  | kiesett  | kiesett  | kiesett | kiesett  |

Női
| Versenyző    | Versenyszám | Előfutam | Előfutam | Előfutam | Elődöntő | Elődöntő | Elődöntő | Döntő   | Döntő    |
| Versenyző    | Versenyszám | Idő      | Hely.    | Össz.    | Idő      | Hely.    | Össz.    | Idő     | Helyezés |
| ------------ | ----------- | -------- | -------- | -------- | -------- | -------- | -------- | ------- | -------- |
| Kiera Aitken | 100 m hát   | 1:02,62  | 1.       | 33.      | kiesett  | kiesett  | kiesett  | kiesett | kiesett  |